# Esagerare sempre
Esagerare sempre è un singolo promozionale del gruppo musicale italiano Management, pubblicato l'8 marzo 2017 dall'etichetta La Tempesta.

## Descrizione
Il brano è stato pubblicato come singolo promozionale tratto da Un incubo stupendo (2017), quarto album in studio del Management. Scritto da Luca Romagnoli e composto da Marco Di Nardo, presente anche in veste di produttore dell'intero disco, Esagerare sempre è stato registrato presso lo Spazio Sonoro di Chieti e vede il contributo tecnico di Manuele "Max Stirner" Fusaroli.
Emanuele Binelli, scrivendo per la rivista Extra!, ha descritto Esagerare sempre come «un inno privo di qualsiasi intellettualismo», apprezzandone la sua componente anthemica e liberatoria. Francesco Gallinoro di Rockit ha individuato ironia e spregiudicatezza come punti di forza caratterizzanti per il brano.

## Video musicale
Il brano è accompagnato da un video musicale diretto da Andrea Paone (ex membro del Management) sotto lo pseudonimo di Andy Warrior, e presentato il 7 marzo 2017 dalla Garrincha Dischi. Le riprese sono state realizzate a Lanciano, città d'origine del gruppo, durante la festa di lancio del disco. Nel video appaiono anche Ivo Bucci e Domenico Candeloro, membri dei Voina. Al momento dell'uscita di Esagerare sempre, il gruppo ha dichiarato, «Questo non è un videoclip, è il resoconto di una festa, come fosse il video della prima comunione o del matrimonio, con tanto di scambio di anelli, di baci e di promesse. Noi vi promettiamo solennemente che faremo tutto il possibile per divertirci insieme e per stare bene, per essere felici, cantare e ballare insieme. [...] Ecco a voi Esagerare sempre, questo è il nostro modo di pregare».

## Tracce
Download digitale
1. Esagerare sempre – 4:31